# Régine Detambel
 (novembre 2017).
Régine Detambel, née le 7 octobre 1963 à Saint-Avold (Moselle), est une écrivaine française. Elle s'intéresse aux vertus thérapeutiques de la lecture et de l’écriture.

## Biographie
Régine Detambel est écrivaine et formatrice en bibliothérapie créative. Elle vit près de Montpellier et est l'auteure depuis 1990 d'une œuvre littéraire publiée pour l'essentiel chez Julliard, au Seuil et chez Gallimard. Chevalière des Arts et des Lettres, elle a également été lauréate du prix Anna de Noailles de l'Académie française.
Elle a reçu le prix Erckmann-Chatrian en 1992 pour La Quatrième orange et la Société des Gens de Lettres lui a décerné en 2011 le Grand Prix Magdeleine-Cluzel pour l’ensemble de son œuvre.
Les ouvrages de Régine Detambel interrogent le corps et sa mémoire, au travers des expériences sensibles (voir Son corps extrême). Sa formation de kinésithérapeute l’a rendue attentive aux sensations du corps interne, ainsi qu'au nouage du langage au corps, elle propose une élaboration littéraire du corps et des expériences corporelles. "Opéra sérieux" interroge le mystère de la voix chantée et sa subtile symbolique. À travers son œuvre, Régine Detambel aborde aussi les thématiques de l’ordinaire et du minuscule.
Le lien entre corps et littérature se fait tout naturellement dans la bibliothérapie créative, à laquelle l'auteure consacre un essai, Les livres prennent soin de nous (Actes Sud, 2015). Elle propose également une formation à la bibliothérapie créative sous la forme d'un stage d'une journée à Juvignac. Le lien entre littérature et arts plastiques, ainsi que sa fréquentation des ateliers de plasticiens, ont nourri son approche des propriétés artistiques de la peau et du corporel en général, qu'elle développe dans Petit éloge de la peau. Une réflexion poussée, étayée par le recueil de nombreux témoignages en milieu institutionnel, l'ont poussée à s'investir dans le problème des vieillesses. L’essai intitulé Le Syndrome de Diogène, éloge des vieillesses (Actes Sud, 2008) pose les enjeux de cette question de société devenue brûlante, tandis que Noces de Chêne (Gallimard, 2008) explore sous la forme romanesque la sexualité encore taboue et décriée du grand âge.
La formation intitulée Bibliothérapie ou comment les livres prennent soin de nous est une exploration des vertus thérapeutiques de la lecture et de l’écriture. Conférencière et formatrice en « bibliothérapie », Régine Detambel a été marraine nationale de la Semaine Bleue et propose une conférence-débat intitulée L'adulte extrême : être senior aujourd'hui. De quoi sont faites nos représentations de l'adulte âgé ? Sur quels modèles (à renouveler, à repenser) sont-elles construites ? Et si nous n'avions que des idées reçues sur les vieillesses ?

## Œuvres
Fictions
- L’Amputation, Julliard, 1990
- L’Orchestre et la Semeuse, Julliard, 1990
- La Modéliste, Julliard, 1990
- Le Long Séjour, Julliard, 1991
- La Quatrième Orange, Julliard, 1992
- Le Vélin, Julliard, 1993
- La Lune dans le rectangle du patio, Gallimard « Haute Enfance », 1994
- Le Jardin clos, Gallimard « Blanche », 1994
- Le Ventilateur, Gallimard « Blanche », 1995
- La Verrière, Gallimard « Folio » no 3107, 1996
- Elle ferait battre les montagnes, Gallimard « Blanche », 1997

Le pont du diable
Prix Anna de Noailles de l’Académie française 1998
- La Patience sauvage, Gallimard « Blanche », 1999
- La Chambre d’écho, Le Seuil « Points » no 1062, 2001
- Mésanges, Gallimard  « Blanche », 2003
- Pandémonium, Gallimard « Blanche », 2006
- Notre-Dame des Sept Douleurs, Gallimard « Haute Enfance », 2008
- Noces de chêne, Gallimard  « Blanche », 2008
- Sur l’aile, Mercure de France, 2010
- 50 histoires fraîches, Gallimard  « Blanche », 2010
- Son corps extrême, Actes Sud, 2011
- Opéra sérieux, Actes Sud, 2012
- Martin le Bouillant, publie.net, 2013
- La Splendeur, Actes Sud, 2014
- Le Chaste Monde, Actes Sud, 2014
- Trois ex, Actes Sud, janvier 2017
- Platine, Actes Sud, 2018

Formes brèves
- Les Écarts majeurs, Julliard, 1993
- Album, Calmann-Lévy, coll. « Petite Bibliothèque Européenne du XXe siècle », 1995
- Icônes, Poésie, Champ Vallon, 1996
- Brèves histoires d’humour, 6 petits livres choisis et préfacés par R. Detambel, Mercure de France, 1997
- La Ligne âpre, Christian Bourgois Éditeur, 1998
- Blasons d’un corps enfantin, Fata Morgana, 2000
- Graveurs d’enfance, Christian Bourgois Éditeur ; rééd. « Folio », no 3637, 2002
- Emulsions, Poésie, Champ Vallon, 2003
- Les enfants se défont par l’oreille, Fata Morgana, 2006
- Le Musée Fabre par quatre chemins, Éditions Méridianes, février 2011
- Blasons d’un corps masculin (Reprint), Publie.papier, publie.net, coll. Reprint, juillet 2012
- Le Grand Élucidaire des choses de l’amour, linogravures de Bernard Alligand, Æncrages & Co, février 2014

Essais
- Colette. Comme une flore, comme un zoo, Stock, 1997
- L’Écrivaillon ou l’Enfance de l’écriture, Gallimard / « Haute Enfance », 1997
- Bernard Noël, poète épithélial, Jean-Michel Place / Poésie, 2007
- Petit éloge de la peau, Gallimard / "Folio 2 €" (n° 4482), 2007
- Le Syndrome de Diogène, éloge des vieillesses, Actes Sud, 2008
- Les livres prennent soin de nous. Pour une bibliothérapie créative, Actes Sud, 2015
- Lire pour relier, Actes Sud, 2023

Adolescence
- La Comédie des mots, Gallimard, coll. « Page blanche », 1997 ; rééd. Gallimard Jeunesse Hors Série Littérature, 2004
- Les Contes d’Apothicaire, Gallimard / « La Bibliothèque Gallimard » n°2, 1998
- La Nouvelle Comédie des mots, Gallimard, coll. « Page blanche », 1999
- Des petits riens au goût de citron, Éditions Thierry Magnier Nouvelles, 2008
- Graveurs d'enfance, Christian Bourgois Editeur / « Folio » n°3637, 2002
- La tête au ciel, Éditions Thierry Magnier Roman, 2013

Jeunesse
- La Boîte à lettres de Souriceau, texte Régine Detambel, illustrations de Beatrice Alemagna, Hachette jeunesse, 1999

Collectif
- Big-bang, ouvrage collectif composé avec Sara & les Mille univers, éd. les Mille univers, 2009